# Южно-Сахалинск
Ю́жно-Сахали́нск (с 1882 по 1905 годы — Влади́мировка, в 1905—1946 годах — Тоёха́ра (яп. 豊原)) — город на Дальнем Востоке России, в южной части острова Сахалин. Административный центр Сахалинской области. Город областного значения, центр городского округа город Южно-Сахалинск.
Население — 181 976 человек, сто третий по численности населения город России (2025). Расстояние от Южно-Сахалинска до Москвы составляет по прямой на самолёте 6640 км и 9280 км по автодорогам.
Расположен в южной части острова Сахалина, на реке Сусуя, в 25 км от Охотского моря, севернее Японии. Климат умеренный муссонный.
Крупнейший транспортный узел на острове: место пересечения автодорог регионального значения, железнодорожная станция и аэропорт. Имеются Сахалинский государственный университет и Сахалинский научный центр ДВО РАН.
Добыча нефти и газа, а также их переработка являются важнейшими составляющими экономики региона, в городе присутствуют крупные иностранные нефтяные компании.

## Этимология
Основан русскими в 1882 году как посёлок каторжан Владимировка, название от личного имени «Владимир», принадлежавшего местному управителю каторжными работами. По Портсмутскому мирному договору с 1905 по 1945 годы находился в составе Японии под названием Тоёхара (豊原), что можно перевести как «Прекрасная равнина» (поле, степь). После возвращения южной части Сахалина в состав СССР по итогам Второй мировой войны Указом Президиума Верховного Совета СССР от 4 июня 1946 года переименован в Южно-Сахалинск (по расположению на юге Сахалина).

## История

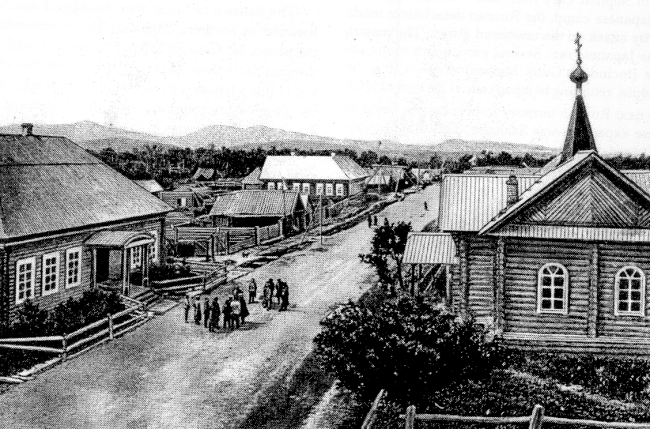
Владимировка в 1880-е годы

Административное устройство и территориальное деление Южно-Сахалинска менялись в зависимости от исторических условий. Заселение Сахалина русскими людьми шло главным образом за счёт ссыльнокаторжных и ссыльнопоселенцев, так как организовать вольную колонизацию острова царскому правительству не удалось.

Начало отправки ссыльных было положено ещё в 1858 году, а через 11 лет Сахалин был официально объявлен местом ссылки и каторги. Согласно распоряжению военного губернатора Приморской области, заведующим ссыльнокаторжными на Южном Сахалине и одновременно начальником Корсаковского округа в мае 1881 года был назначен майор В. Н. Янцевич, получивший такую инструкцию: 
Для поселения оканчивающих сроки каторжных работ должно быть избрано … вполне удобное для хлебопашества место в 15—30 верстах от Корсаковского; всеми мерами законной помощи облегчена будущим поселенцам возможность обзавестись домом, скотом, распахать землю, принимать участие в рыбных и других промыслах и т. п. Выбранное место, по возможности по направлению главной дороги с юга на север, должно быть распланировано, разделено на участки и как новое поселение названо каким-нибудь постоянным именем.
15 сентября 1883 года Янцевич обратился с ходатайством об утверждении наименований вновь возведённых на юге Сахалина четырёх селений: первого — Соловьёвским, второго — Мицульским, третьего — Владимирским и четвёртого — Власовским.
Основанное в 1882 году селение Владимировка, на месте которого впоследствии вырос город, входило в состав Корсаковского округа. В 1885 году во Владимировке проживало 57 человек. А через десять лет число жителей возросло до 130. Среди них было два ссыльнокаторжных, 43 ссыльнопоселенца, 38 крестьян из ссыльных и при них детей — 47.
Вся жизнь поселенцев определялась указами Российской империи и «Положением об управлении островом Сахалин», циркулярами и предписаниями Главного тюремного управления, распоряжениями и приказами Восточно-Сибирского и Приамурского генерал-губернаторов, губернаторства Приморской области, а также администрацией Корсаковской тюрьмы.
В конце XIX — начале XX века Владимировка представляла собой типичное русское селение с единоличными, преимущественно средними и мелкими, хозяйствами. Центральная часть посёлка располагалась к северу от нынешнего комбината кожаной и резиновой обуви, а окраина была на месте нынешнего главпочтамта. На речке Рогатке стояла мельница. В западном конце нынешней улицы Сахалинской находилась сельскохозяйственная ферма. Имелись почта, школа, торговые лавки, часовня, ряд казённых домов.

### 1904—1945 годы

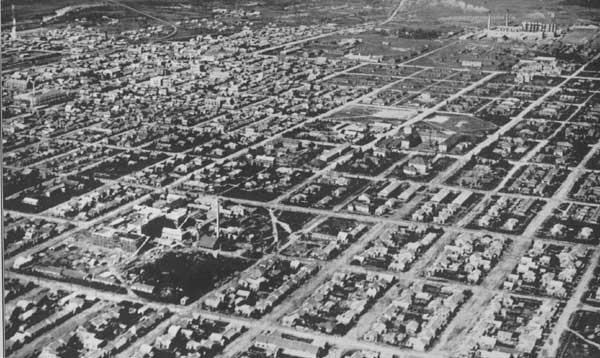
Тоёхара в 1930-е годы

После захвата Южного Сахалина японцами во время Русско-японской войны 1904—1905 годов по результатам Портсмутского мирного договора 1905 года в административном отношении он стал представлять собой губернаторство Карафуто. К 1908 году официальное управление им было перемещено из Корсакова вглубь острова, в селение Владимировку, которое было переименовано вначале в посёлок, а в августе 1915 — в город Тоёхару.
Тоёхара закладывалась в двух-трёх километрах к югу от Владимировки и строилась как совершенно новый город. На левом берегу Сусуи расчищались из-под тайги десятки гектаров земли, корчевались пни, делалась разметка проектируемых улиц. Старая Владимировка оставалась как бы северным предместьем города. Позднее, в 20-30-е годы, этот район стал интенсивно застраиваться. Здесь размещались, главным образом, различные крупные и мелкие промышленные предприятия. В какой-то мере эта особенность городской планировки сохранилась до наших дней. Большая часть промышленных предприятий Южно-Сахалинска размещается в северной части города, а жилые кварталы и учреждения социальной сферы — в южной.
До марта 1907 года власть на Южном Сахалине находилась в руках военной администрации. В июне 1913 года Южный Сахалин перешёл под юрисдикцию министра внутренних дел Японии, а в июле 1917 года — в непосредственное подчинение премьер-министру. Губернаторство Карафуто делилось на четыре окружные префектуры с центрами в городах Тоёхара (Южно-Сахалинск), Маока (Холмск), Эсутору (Углегорск), Сикука (Поронайск). Город Тоёхара и 16 близлежащих волостей представляли один Тоёхарский административный район.
Тоёхара как столица не только воплощала лучшие принципы городского строительства того времени, но и тщательно выстраивалась вокруг символов имперской власти. Основные административные здания, в том числе и правительственная резиденция, а также почта выходили фасадами на главную улицу Дзиндзя до: ри, тянувшуюся прямо на восток к храму Карафуто дзиндзя, который был завершён в 1911 году. Он стал одним из 67 кампэйтайся — Императорских храмов 1-го ранга в Японской империи. В центральном зале хранился меч в белых ножнах, преподнесённый в дар императором Мэйдзи как священное сокровище по случаю церемонии посвящения, а весь комплекс был создан в честь трёх богов синтоистского пантеона: Окунитама-но микото, Онамути-но микото, Сукутайкона-но микото.
Являясь центром патриотического благочестия, храм также представлял собой важную туристическую достопримечательность и мемориал новым героям формирующейся колониальной мифологии. К концу 1930-х гг. в роще, примыкающей к храмовому саду, располагалась впечатляющая аллея памятников развивающегося нарратива колонизации: оружие, захваченное во время Русско-японской войны, памятник айну Мацуносуке, который застрелил семь русских, защищая собственность хозяина, и памятник погибшим при строительстве дороги Тоёхара — Маока.

Старый город Тоёхара
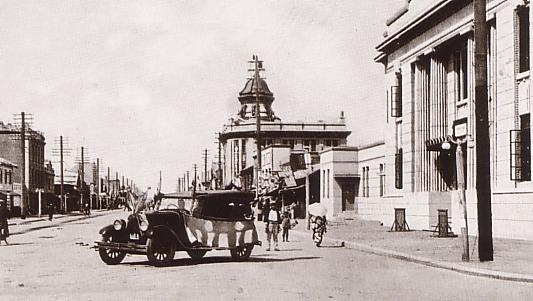
Главная улица. Здание справа — отделение банка
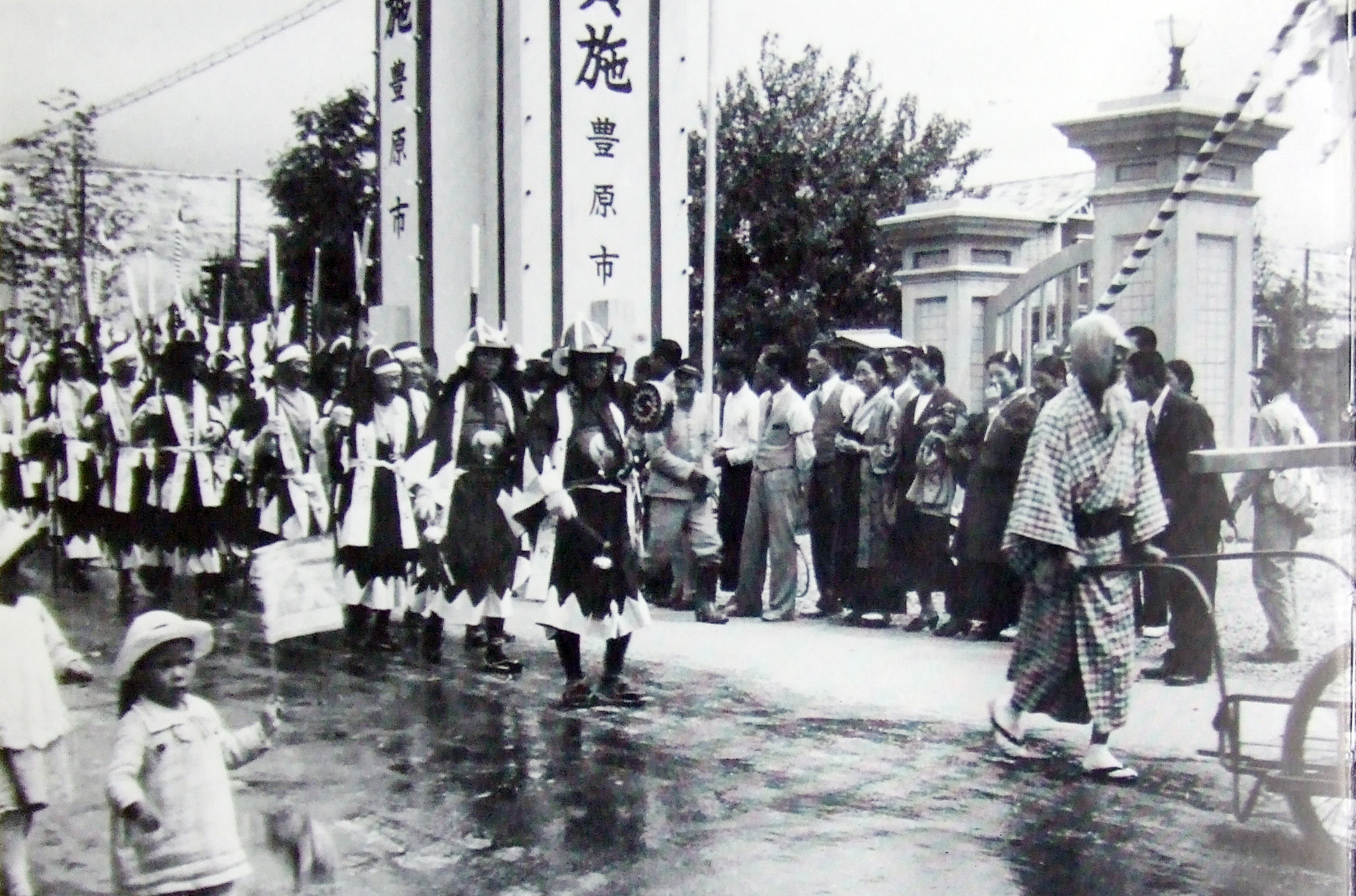
Торжественное шествие
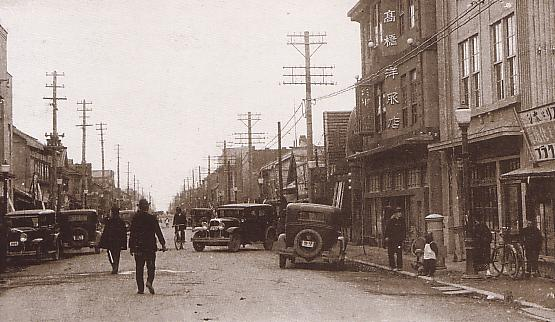
Улица Нисиитидзё-доори
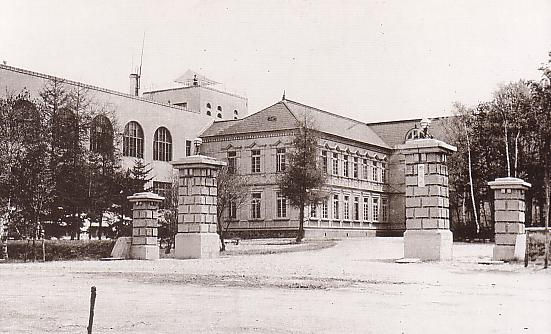
Правительственное здание префектуры Карафуто
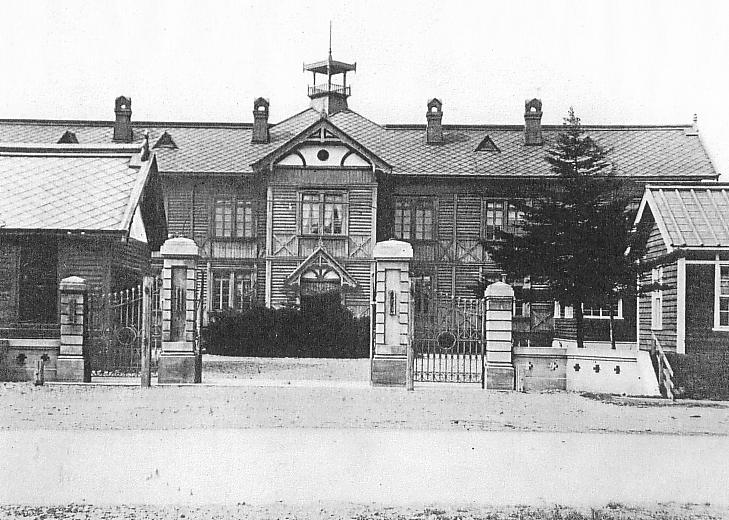
Районный суд Карафуто
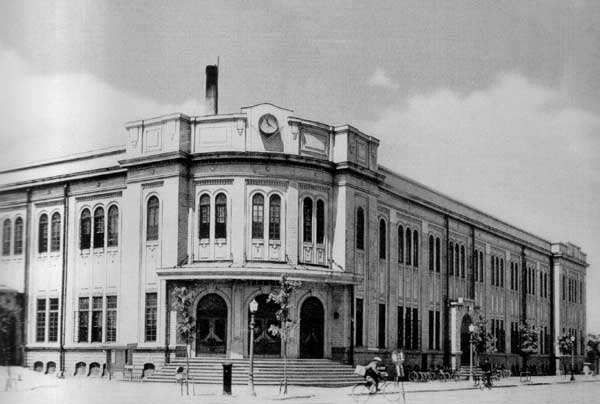
Почтовое отделение
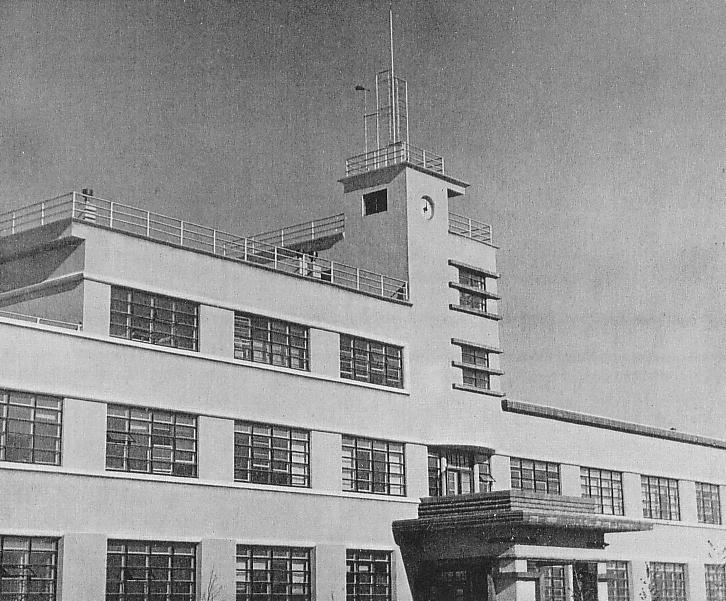
Центральная научно-исследовательская лаборатория префектуры Карафуто (ныне — Институт морской геологии и геофизики ДВО РАН)
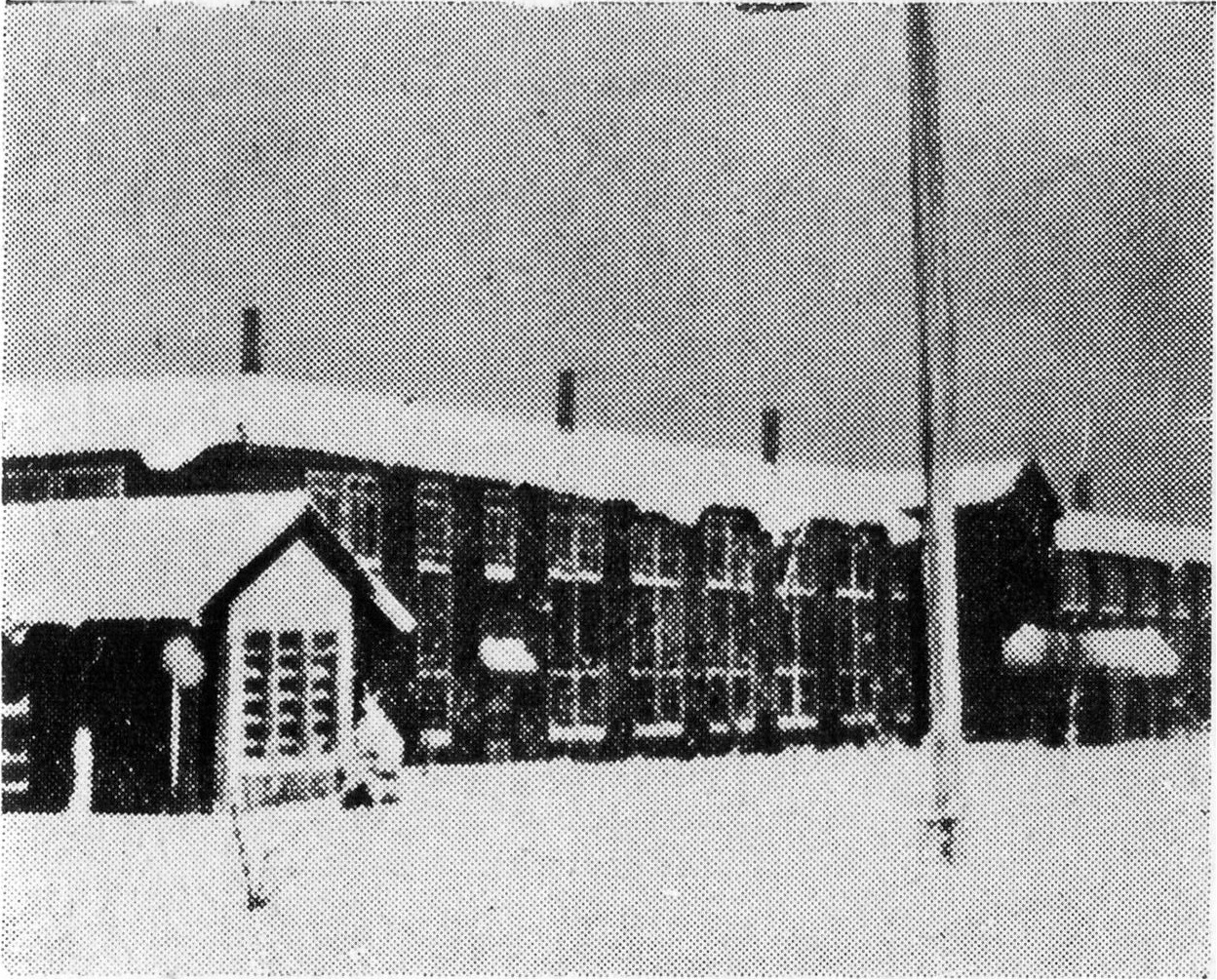
Педагогическое училище Карафуто
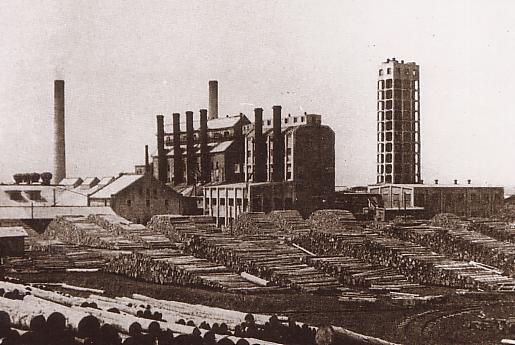
Завод компании Oji Paper
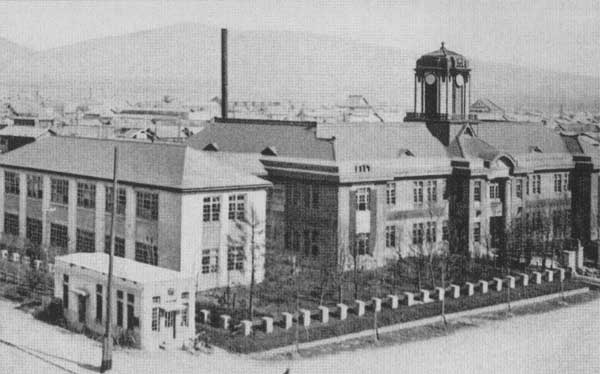
Железнодорожное бюро Карафуто
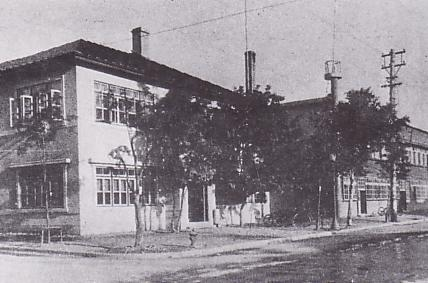
Здание газеты «Карафуто Нити-Нити Симбун»
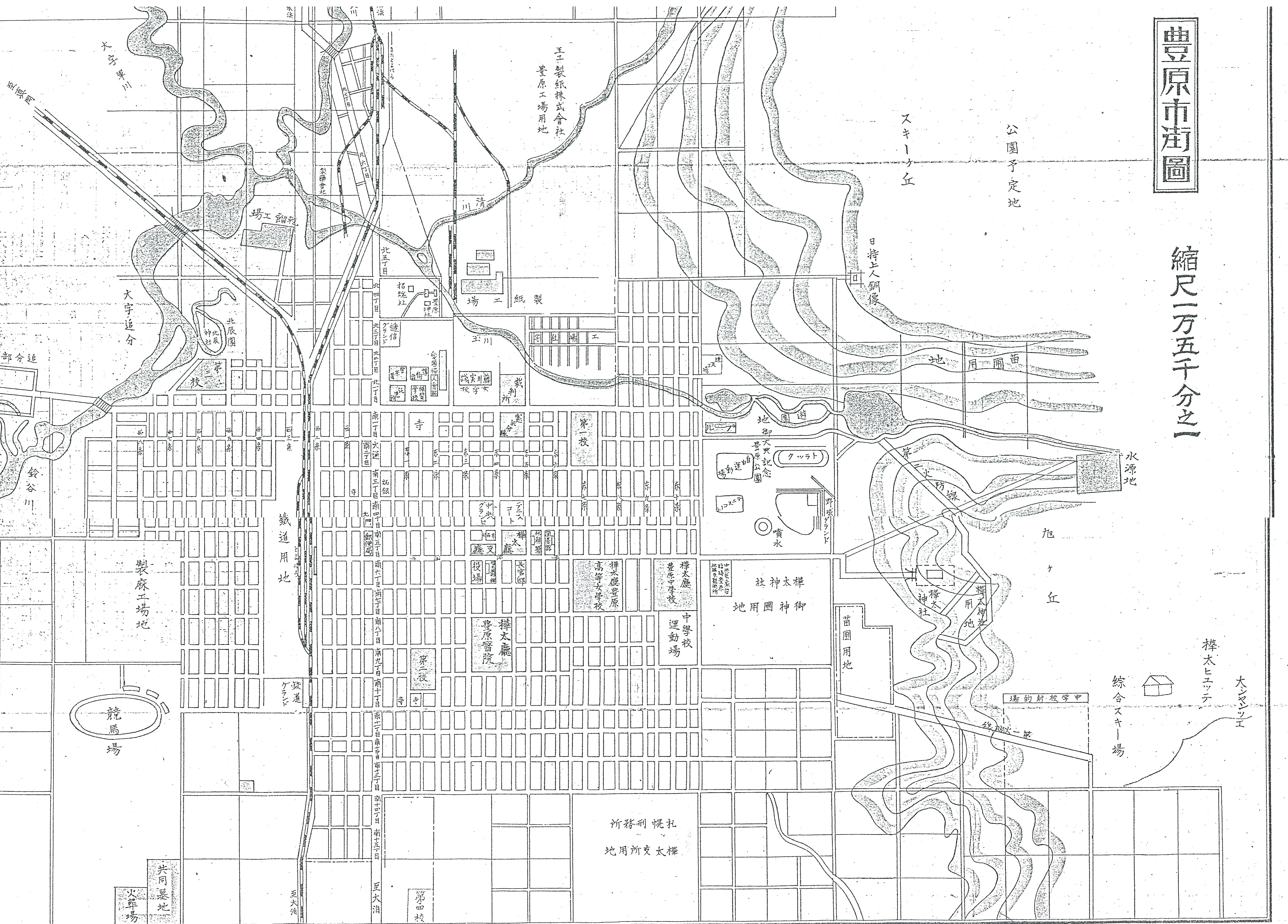
Схема центра (после 1933 года)
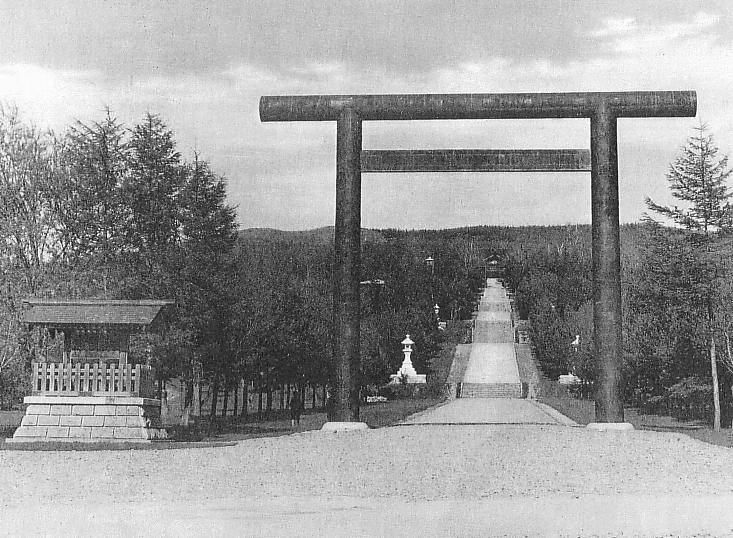
Ворота главного синтоистского храма Карафуто в 1930-е годы

### Послевоенное время
11 февраля 1945 года И. В. Сталин, Ф. Рузвельт и У. Черчилль подписали в Ялте соглашение об условиях вступления СССР в войну с Японией. Среди них — возвращение СССР Южного Сахалина и передача Курильских островов. После возвращения Южного Сахалина сформировалась система органов советского гражданского управления. Город Тоёхара вошёл в состав Южно-Сахалинского округа. Для осуществления административно-хозяйственного руководства здесь создаётся гражданское управление при военном совете 2-го Дальневосточного военного округа. В январе, феврале 1946 года ликвидируются японские окружные префектуры, городские и сельские управы.
Указом Президиума Верховного Совета СССР от 2 февраля 1946 года на территории Южного Сахалина и Курильских островов была образована Южно-Сахалинская область в составе Хабаровского края. Административным центром её стал город Тоёхара, переименованный в город Южно-Сахалинск 4 июня 1946 года.
На основании Указа Президиума Верховного Совета СССР от 2 января 1947 года Южно-Сахалинская область была ликвидирована и её территория включена в состав Сахалинской области, выделенной в самостоятельную область РСФСР. Её административным центром являлся г. Александровск-Сахалинский, а с 18 апреля 1947 года стал город Южно-Сахалинск. В 1946—1947 годах Южно-Сахалинск также был центром Южно-Сахалинского района.

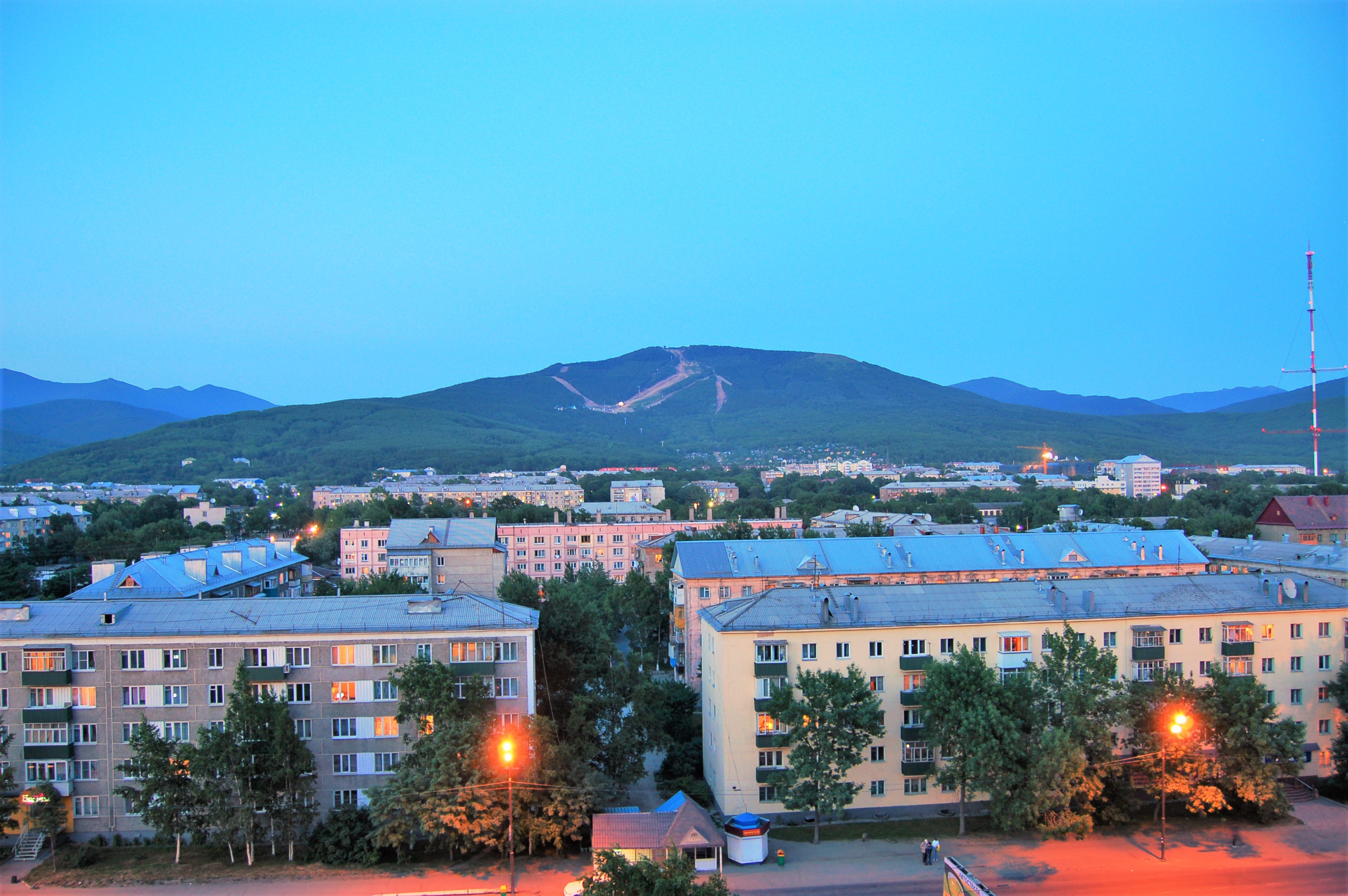
Городская застройка

На основании указа Президиума Верховного Совета РСФСР от 10 апреля 1952 года в Южно-Сахалинске образуются Октябрьский и Советский районы. 31 августа 1956 года районное деление города упраздняется. К этому времени по решению облисполкома в черту Южно-Сахалинска вошли населённые пункты Владимировка, Большая Елань и Дальнее. В январе 1966 года в подчинение Южно-Сахалинскому горсовету передаются Синегорский поселковый и Лиственничный сельский советы, центр которого перенесён в 1971 году в Хомутово.
В сентябре 1977 года площадь города составляла 8241 гектаров, а к началу 1982 года возросла до 13800 гектаров из них 2700 гектаров были застроены.
С 1983 по 1988 год вновь были созданы два района: Ленинский и Октябрьский. Граница между ними проходила по улице Украинской от границы города до улицы Ленина, затем по Проспекту Победы и далее по нему до восточной окраины города. Восточнее этой границы располагался Ленинский район, куда входили северный микрорайон Сахалинского комплексного НИИ и посёлок Синегорск. Остальная территория относилась к Октябрьскому району, в состав которого входили сёла Хомутово, Лиственничное, Октябрьский, Дальнее и железнодорожные станции Новодеревенская и Перевал.
В 1995 году в территорию города были включены населённые пункты Луговое и Ново-Александровск.

## Физико-географическая характеристика

### Географическое положение
Город находится в удалении от морского побережья, примерно на 50 км от западного побережья, 25 км от восточного побережья и Охотского моря и 20 км от Анивского залива, омывающего остров с юга. С восточной стороны Южно-Сахалинск защищён горным массивом. В 15 км к северо-востоку от города возвышается пик Чехова (1 045 м выше уровня моря) — одна из самых высоких вершин Сахалина. В связи с катастрофой Ил-14 в 1976 году печальную известность также получила гора Острая (980 м). По отношению к окружающей территории город находится на равнине в окружении сопок, благодаря чему имеет своеобразный климат, не свойственный прибрежным городам острова. Летом в Южно-Сахалинске может быть очень жарко, а зимой, из-за отсутствия ветра, сильный мороз.
Город Южно-Сахалинск приравнен к районам Крайнего Севера.
Город расположен в сейсмоопасном районе. Достаточно высока вероятность сильных землетрясений. В настоящее время строительство осуществляется с применением специальных технологий, позволяющим зданиям выдерживать землетрясения до 8 баллов по шкале MSK-64.

### Часовой пояс
Южно-Сахалинск находится в часовой зоне МСК+8. Смещение применяемого времени относительно UTC составляет +11:00.
В соответствии с применяемым временем и географической долготой средний солнечный полдень в Южно-Сахалинске наступает в 13:29.

### Климат
Южно-Сахалинск, как и весь остров Сахалин, входит в зону муссонов умеренных широт. Среднегодовая температура составляет +2,8 °С. Самым холодным месяцем является январь со среднесуточной температурой −12,2 °C, самым тёплым — август со среднесуточной температурой +17,3 °C.
Ввиду высокой влажности уже при температуре воздуха +22 °C в тени становится жарко и душно, комфортно и тепло — при +18 °C — 19 °C.
Расчётная температура наружного воздуха летом +25,7 °C, зимой −14 °C. Продолжительность периода со среднесуточной температурой ниже 0 °C составляет 154 суток, продолжительность отопительного периода 230 суток. Средняя температура наиболее холодной пятидневки −13 °C. Абсолютный минимум температуры воздуха −36 °C пришёлся на январь 1961 года. Максимальная температура воздуха отмечалась 9 августа 1999 года и составила +34,7 °C (по данным Климатического монитора, максимальная температура воздуха отмечалась в августе).
- Снеговая нагрузка 400 кг/м² (VI район).
- Ветровая нагрузка — 60 кг/м² (V район).
- Климатический район — II Г.

| Показатель                    | Янв.  | Фев.  | Март  | Апр.  | Май  | Июнь | Июль | Авг. | Сен. | Окт.  | Нояб. | Дек.  | Год   |
| ----------------------------- | ----- | ----- | ----- | ----- | ---- | ---- | ---- | ---- | ---- | ----- | ----- | ----- | ----- |
| Абсолютный максимум, °C       | 4,3   | 7,1   | 13,0  | 22,9  | 29,6 | 30,8 | 34,4 | 34,7 | 29,0 | 23,5  | 18,1  | 9,0   | 34,7  |
| Средний суточный максимум, °C | −6,7  | −5,3  | −0,3  | 6,9   | 13,4 | 17,7 | 20,8 | 22,4 | 18,9 | 12,2  | 3,2   | −3,7  | 8,4   |
| Средняя температура, °C       | −12,2 | −11,6 | −5,6  | 1,7   | 6,9  | 11,7 | 15,5 | 17,3 | 13,2 | 6,5   | −1,6  | −8,6  | 2,8   |
| Средний суточный минимум, °C  | −17   | −17,3 | −10,7 | −2,4  | 2,5  | 7,5  | 12,0 | 13,6 | 8,5  | 1,8   | −5,4  | −13,1 | −1,7  |
| Абсолютный минимум, °C        | −36,2 | −34,8 | −30,5 | −25,2 | −6,2 | −2,1 | 1,3  | 3,6  | −4,2 | −11,8 | −25,7 | −33,5 | −36,2 |
| Норма осадков, мм             | 43    | 41    | 43    | 46    | 64   | 61   | 88   | 111  | 109  | 86    | 73    | 50    | 815   |
| Источник: pogoda.ru.net       |       |       |       |       |      |      |      |      |      |       |       |       |       |

| Солнечное сияние, часов за месяц | Солнечное сияние, часов за месяц | Солнечное сияние, часов за месяц | Солнечное сияние, часов за месяц | Солнечное сияние, часов за месяц | Солнечное сияние, часов за месяц | Солнечное сияние, часов за месяц | Солнечное сияние, часов за месяц | Солнечное сияние, часов за месяц | Солнечное сияние, часов за месяц | Солнечное сияние, часов за месяц | Солнечное сияние, часов за месяц | Солнечное сияние, часов за месяц | Солнечное сияние, часов за месяц |
| Месяц                            | Янв                              | Фев                              | Мар                              | Апр                              | Май                              | Июн                              | Июл                              | Авг                              | Сен                              | Окт                              | Ноя                              | Дек                              | Год                              |
| Солнечное сияние, ч              | 130                              | 155                              | 180                              | 192                              | 198                              | 198                              | 164                              | 149                              | 186                              | 161                              | 117                              | 102                              | 1933                             |
| -------------------------------- | -------------------------------- | -------------------------------- | -------------------------------- | -------------------------------- | -------------------------------- | -------------------------------- | -------------------------------- | -------------------------------- | -------------------------------- | -------------------------------- | -------------------------------- | -------------------------------- | -------------------------------- |

## Административное устройство
В рамках административно-территориального устройства области Южно-Сахалинск составляет административно-территориальную единицу — город областного значения, которому подчинены 10 сельских населённых пунктов.

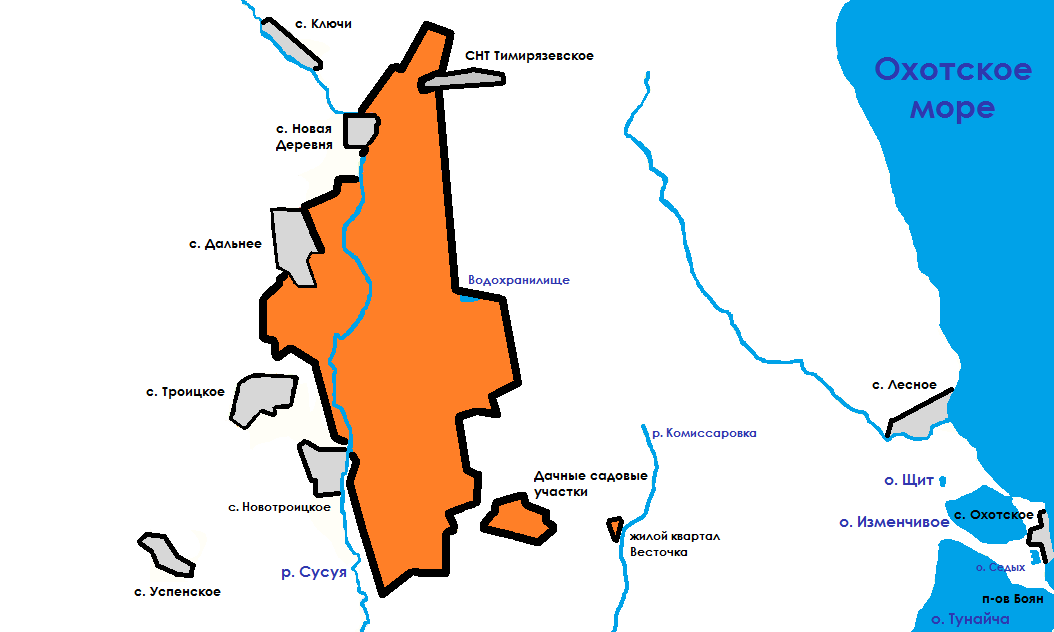
Южно-Сахалинск на карте

В рамках местного самоуправления образует одноимённое муниципальное образование город Южно-Сахалинск со статусом городского округа, включающего помимо собственно города также 10 сёл.
Город включает планировочные районы Ново-Александровск, Луговое, Хомутово, жилой квартал «Весточка».
Органы власти
Структуру органов местного самоуправления города (городского округа) составляют:
- Городская Дума города Южно-Сахалинска (Городская Дума) — представительный орган городского округа;
- мэр города Южно-Сахалинска (мэр города) — глава городского округа;
- администрация города Южно-Сахалинска (администрация города) — исполнительно-распорядительный орган городского округа;
- Контрольно-счётная палата города Южно-Сахалинска — контрольно-счётный орган городского округа.

Помимо этого, в Южно-Сахалинске располагаются органы власти Сахалинской области как его административном центре.

## Население
Население города складывалось из корейцев, оставшихся после капитуляции Японии в результате Второй мировой войны, а с конца 1940-х годов город заселялся русскими, украинцами, белорусами, приехавшими из разных регионов Советского Союза. Большинство населения составляют русские, корейцы — примерно 20 %. При этом, из 43 тыс. сахалинских корейцев большая часть живёт именно в столице региона. В городе можно найти и представителей коренных народов: нивхов, айнов и ороков, но их количество крайне невелико.
| 1885     | 1895     | 1920     | 1925     | 1935     | 1956     | 1959     | 1962     | 1963     | 1964     | 1965     | 1966     |
| -------- | -------- | -------- | -------- | -------- | -------- | -------- | -------- | -------- | -------- | -------- | -------- |
| 57       | ↗130     | ↗14 176  | ↗15 280  | ↗28 459  | ↗79 000  | ↗85 510  | ↗86 000  | ↗87 000  | ↗88 000  | ↗90 000  | ↗90 500  |
| 1967     | 1968     | 1970     | 1971     | 1972     | 1973     | 1974     | 1975     | 1976     | 1979     | 1982     | 1983     |
| ↗92 000  | ↗93 000  | ↗105 840 | ↗112 000 | ↗117 000 | ↗120 000 | ↗124 000 | ↗130 000 | →130 000 | ↗139 861 | ↗150 000 | ↗152 000 |
| 1984     | 1985     | 1986     | 1987     | 1989     | 1990     | 1991     | 1992     | 1993     | 1994     | 1995     | 1996     |
| ↗155 000 | ↗158 000 | ↗163 000 | ↗166 000 | ↘159 299 | ↗178 000 | ↘164 000 | ↗164 800 | ↗165 000 | ↘162 000 | ↗177 000 | ↗178 000 |
| 1997     | 1998     | 1999     | 2000     | 2001     | 2002     | 2003     | 2004     | 2005     | 2006     | 2007     | 2008     |
| ↗181 000 | ↘177 000 | ↗179 900 | ↘179 200 | ↘176 200 | ↘175 085 | ↗175 100 | ↘174 200 | ↘173 600 | ↘173 400 | ↘173 200 | ↗173 800 |
| 2009     | 2010     | 2011     | 2012     | 2013     | 2014     | 2015     | 2016     | 2017     | 2018     | 2019     | 2020     |
| ↗174 722 | ↗181 728 | ↘181 651 | ↗186 267 | ↗190 227 | ↗192 734 | ↗192 780 | ↗193 669 | ↗194 882 | ↗198 973 | ↗200 854 | ↘200 636 |
| 2021     | 2023     | 2024     | 2025     |          |          |          |          |          |          |          |          |
| ↘181 587 | ↘180 467 | ↘180 085 | ↗181 976 |          |          |          |          |          |          |          |          |

Южно-Сахалинск по численности населения занимает восьмое место в Дальневосточном федеральном округе после Хабаровска (615 600), Владивостока (594 201), Улан-Удэ (435 067), Читы (337 063), Якутска (372 801), Комсомольска-на-Амуре (233 716) и Благовещенска (239 932).
На 1 января 2025 года по численности населения город находился на 101-м месте из 1124 городов Российской Федерации.

## Экономика

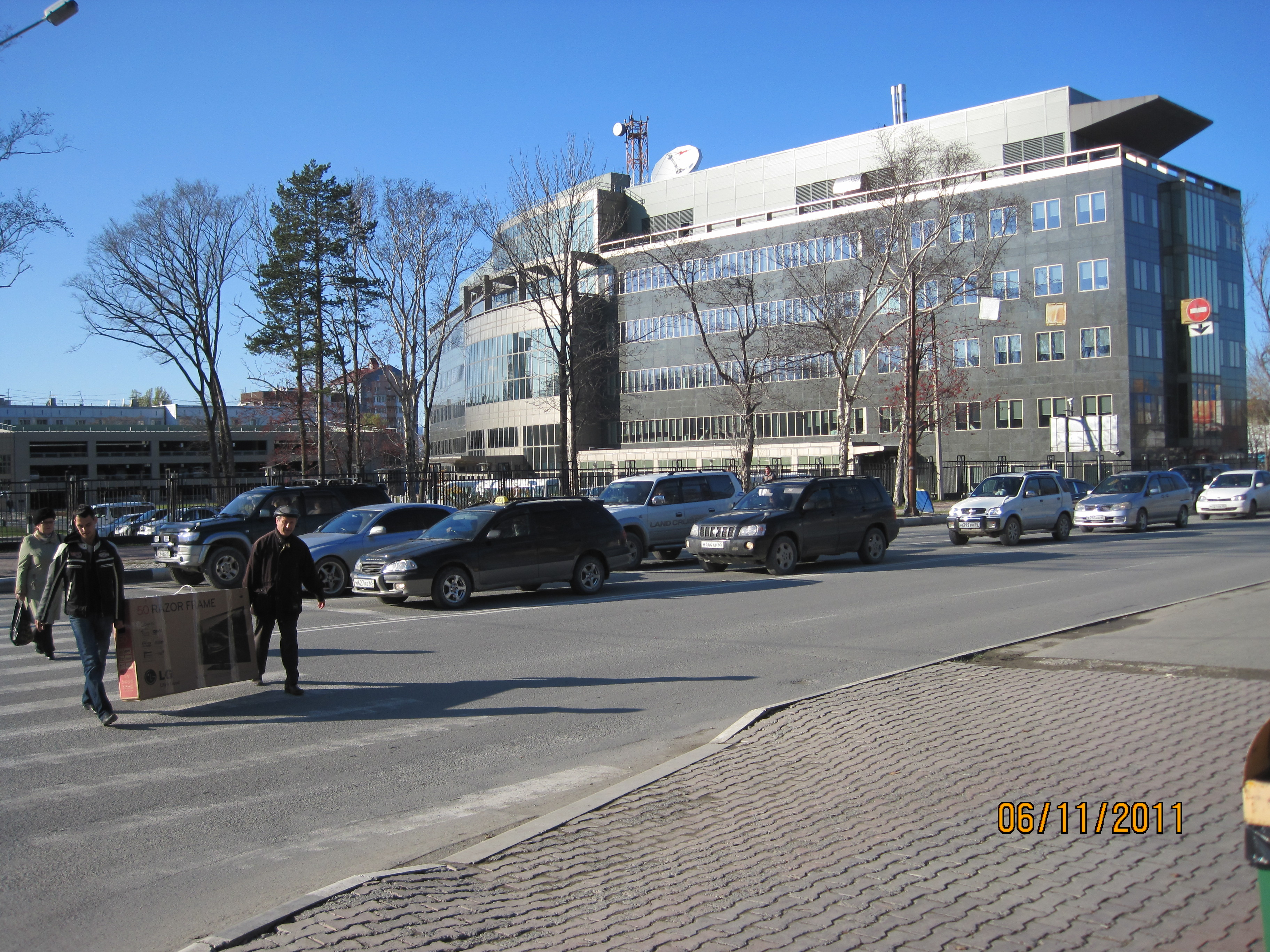
Офис компании Exxon

Южно-Сахалинск — крупный экономический центр России. Вклад города в ВРП Сахалинской области в 2015 году превышал 40 %. Согласно исследованию фонда «Институт экономики города», в 2015 году Южно-Сахалинск занял 26 место в общероссийском рейтинге городов — столиц регионов по валовому городскому продукту (ВГП). Годовой ВГП города составил 268 млрд рублей. При этом, Южно-Сахалинск занял пятое место в рейтинге ВГП в пересчёте на душу населения, составившего 1390,3 тыс. рублей на человека в год.
В Южно-Сахалинске находится штаб-квартира ПАО «Сахалинэнерго» — крупнейшей энергокомпании на востоке России, также в городе расположены офисы компаний «Эксон Нефтегаз Лимитед», «Сахалин Энерджи», «Газпром», «Роснефть» (ООО «РН-Сахалинморнефтегаз») — операторов и подрядчиков проектов «Сахалин-1» и «Сахалин-2», крупнейших нефтегазовых проектов Дальнего Востока и Восточной Сибири РФ.

### Промышленность
В промышленном секторе Южно-Сахалинска наибольший удельный вес принадлежит электроэнергетике и пищевой промышленности. Теплоснабжение и электроснабжение потребителей осуществляет Южно-Сахалинская ТЭЦ-1, на которой были построены и введены в эксплуатацию 2 новых энергоблока, работающие на газе. Электрическая мощность ТЭЦ в данный момент составляет 455 МВт, а тепловая 650 Гкал/час.
Основными производителями пищевой промышленности выпускаются следующие виды продукции: молочная продукция, хлебобулочные, кондитерские изделия, пиво, безалкогольные напитки, колбасные изделия, мясные полуфабрикаты. Чрезвычайно развито производство рыбной продукции, в том числе консервированной. В 2019 году на территории города было зарегистрировано 80 рыбодобывающих компаний, было добыто 279 тыс. тонн рыбы и морепродуктов. Производство рыбы и рыбных продуктов, переработанных и консервированных, составило 231,4 тыс. тонн.
Среди других отраслей имеют развитие производство строительных материалов (цементный завод, открытый в 2011 году, заводы строительных материалов, «Стройдеталь»), ремонт железнодорожной техники (тепловозо-вагоноремонтный завод), мебельное производство и др.
Статистически в промышленном секторе города велика доля добычи полезных ископаемых и вылова рыбы, так как крупнейшие нефте-, газодобывающие и рыболовецкие компании Сахалина зарегистрированы в пределах городского округа.

### Сектор услуг
Потребительский сектор вносит существенный вклад в экономику города. На 1 января 2020 года на территории Южно-Сахалинска было сосредоточено 69,5 % оптового оборота, 60,4 % оборота розничной торговли, 58,6 % оборота общественного питания, 82,9 % объёма реализации платных услуг от объёмов в целом по Сахалинской области.
Оборот оптовой торговли в 2019 году превысил 37 млрд руб. В городе ведут деятельность 254 субъектов в данной отрасли, располагая 276 складским помещением, площадью 122,1 тыс. м². Оборот розничной торговли в 2019 году превысил 96 млрд руб. В этой сфере функционируют 1488 объектов розничной торговли, занято более 12 тысяч человек.
Объём рынка общественного питания в 2019 году превысил 5,8 млрд руб. В Южно-Сахалинске функционируют 503 предприятия общественного питания с числом посадочных мест более 20 тысяч. В секторе занято 3,2 тыс. человек.
Рынок платных услуг населению в 2019 году превысил 46 млрд руб.

#### Связь и интернет
Городские телефонные номера шестизначные. Основным оператором стационарной телефонии является сахалинский филиал ПАО «Ростелеком». В городе работают несколько операторов сотовой связи стандарта GSM. По состоянию на 2008 год фактическим монополистом по предоставлению каналов проводной связи на Сахалине является компания «ТрансТелеКом». В январе 2012 года «Ростелеком» объявил о вводе в эксплуатацию собственного оптоволоконного кабеля от Сахалина до материка.
В качестве интернет-провайдера по Сахалинской области преобладает «Ростелеком», на юге острова и в Южно-Сахалинске несколько провайдеров: «С.Сетевая связь», СолнцеТелеком (IPoE), «Ростелеком» (DSL, PPPoE), ТТК (PPPoE) (также в роли предоставления каналов интернет провайдерам), Билайн (VPN), Сайт (Ethernet), Дальсатком (WiMax), выделенный канал.
Город является звеном в строящейся трансарктической коммуникационной сети ПВОЛС «Полярный экспресс».

#### Предупреждение цунами
В результате выполнения в 2006—2010 гг мероприятий федеральной программы организована опорная широкополосная цифровая сейсмическая станция службы предупреждения о цунами «Южно-Сахалинск», которая состоит из центральной станции и четырёх выносных пунктов на удалении от 30 до 70 км от ЦС (в Северо-Курильске, Курильске, Южно-Курильске и Малокурильском).

#### Банки
На 2020 год в городе работают следующие банки: «Сбер», «Банк ВТБ», «Россельхозбанк», «Альфа-банк», «Росбанк», «Банк Открытие», «Хоум кредит энд финанс банк», «Азиатско-тихоокеанский банк», «Газпромбанк», «Росгосстрах банк», «Совкомбанк», «Дальневосточный банк», «МТС Банк», «РНКО Холмск», «КБ Долинск», «Банк Итуруп», «Банк Приморье», «Экспобанк», а также Отделение по Сахалинской области Дальневосточного главного управления Центрального банка Российской Федерации.

#### Гостиницы

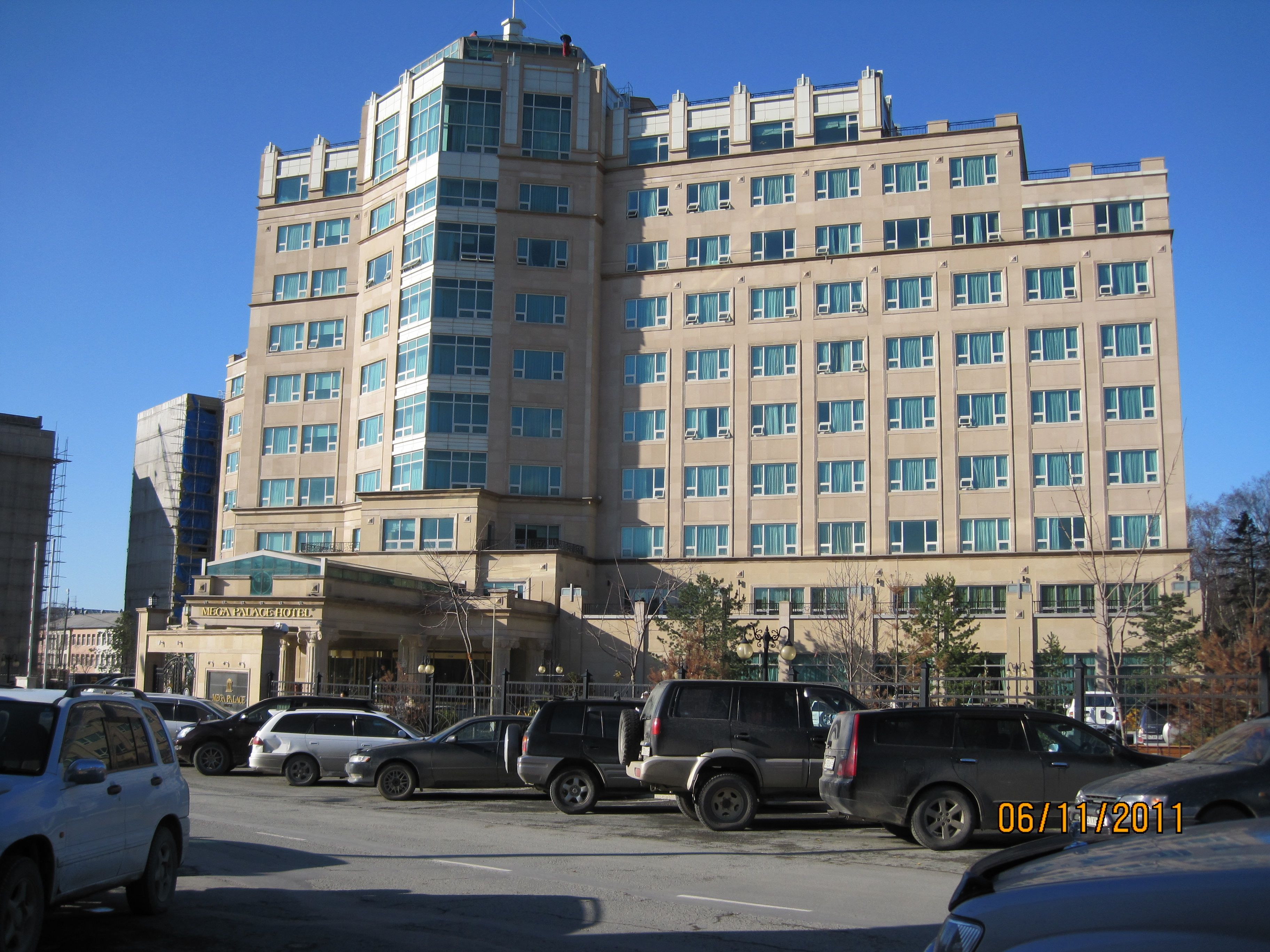
Отель «Мегапалас»

В городе находятся более 40 гостиниц, в том числе «Пасифик-Плаза Сахалин», «Мира Отель», Mega Palace Hotel, Santa Resort Hotel, «Турист», «Сахалин-Саппоро», гостиничный комплекс «Гагарин», «Земляничные холмы», «Белка», «Рыбак» и др.

#### Торгово-развлекательные центры

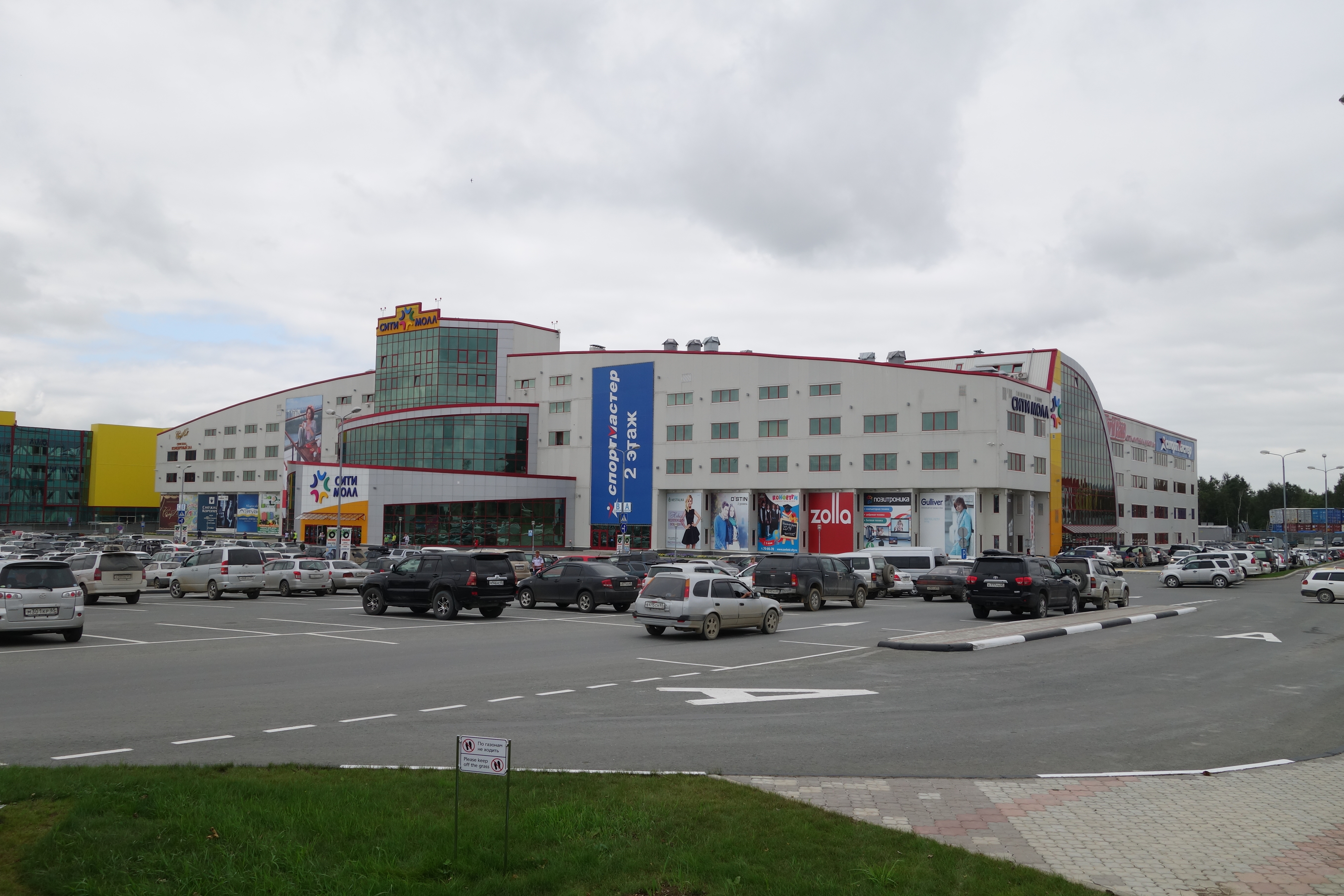
«Сити-Молл»

В городе находятся более 90 торговых и развлекательных центров. «СитиМолл» является одним из самых больших на Дальнем Востоке торгово-развлекательным комплексом, его общая площадь — 64 000 м²; Он представлен несколькими корпусами.
Крупнейшими торгово-развлекательными комплексами и центрами являются ТГК «Панорама», ТК «Рояль», «Дом Быта», «Дом Торговли», «Славянский», «Берёзка», «Сахалин», «Айсберг» и открытые в 2019 году «Аллея», «Мегаберёзка».

### Транспорт
Железнодорожный

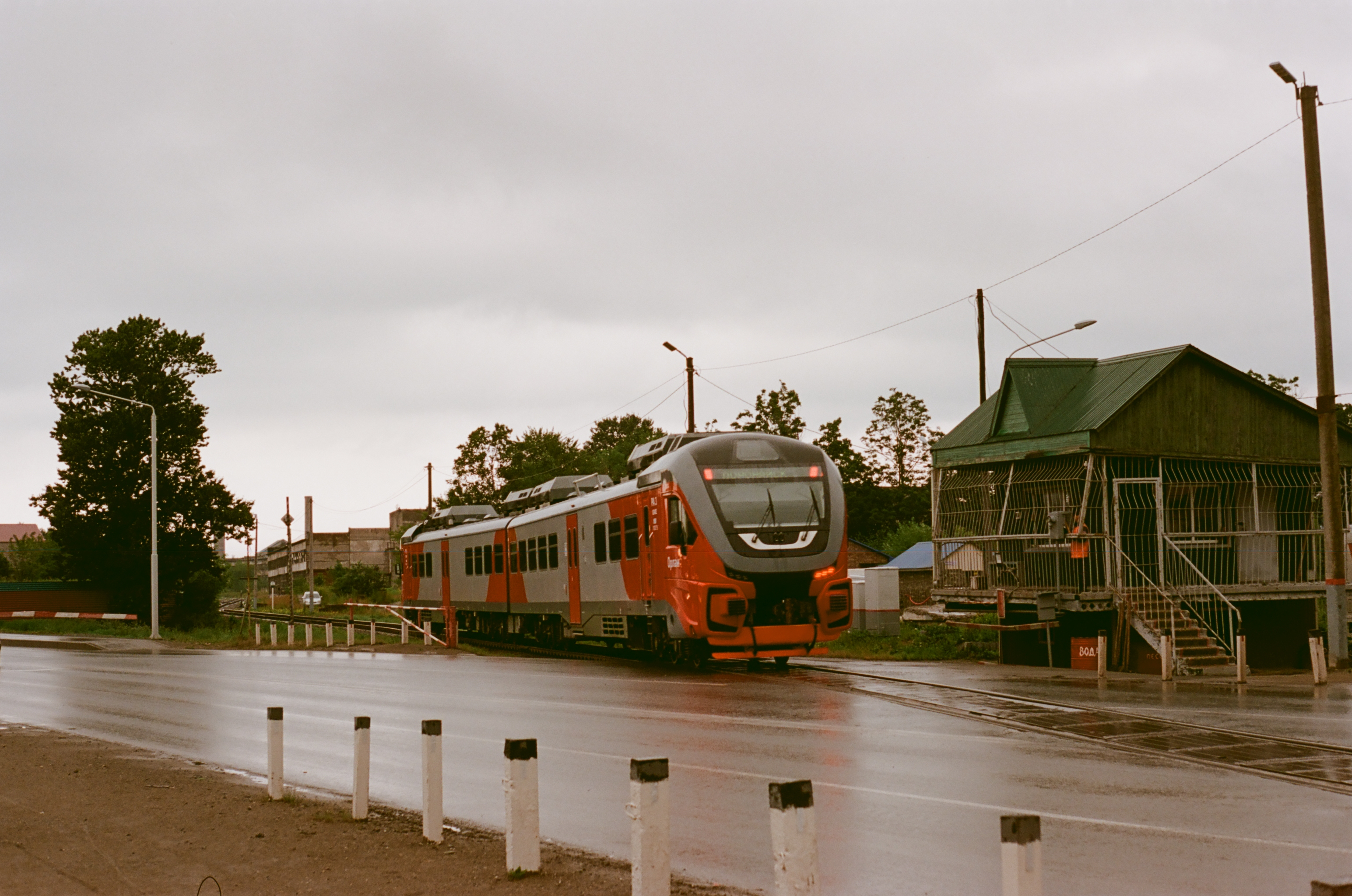
Рельсовый автобус РА3 «Орлан» в Южно-Сахалинске

Первая железная дорога появилась в городе в 1906 году, она связывала населённые пункты Тоёхара и Отомари. К 1945 году город Тоёхара был связан железными дорогами практически со всеми крупными населёнными пунктами Южного Сахалина. После перехода Сахалинской железной дороги под контроль СССР стало усиленно развиваться пассажирское сообщение, закупались автомотрисы, дизель-поезда, и новые вагоны. В 1980 году было построено новое здание вокзала, тем самым ожидание поезда стало более комфортным. 1990-е годы очень тяжело сказались на работе железнодорожного транспорта. В 1993 году было прекращено движение до Анивы, а уже год спустя была закрыта линия Южно-Сахалинск — Холмск, после чего время пути до Холмска увеличилось с 3 до 7 часов, также было прекращено сообщение с Углегорском. В 1998 году прекращено сообщение с Синегорском и Корсаковом. В 2006 закрыта узкоколейная дорога Оха-Ноглики, пути разобраны. В настоящее время пассажирское сообщение осуществляется по направлениям:
- Южно-Сахалинск — Ноглики (дальнего следования);
- Южно-Сахалинск — Томари (с 1 июля 2013 года пригородный);
- Южно-Сахалинск — Поронайск;
- Южно-Сахалинск — Корсаков.
- Южно-Сахалинск — Дальнее-1.

Грузовое сообщение осуществляется по всем линиям Сахалинского региона ДВЖД, от станции Южно-Сахалинск-Грузовой.
В августе 2019 года железная дорога на Сахалине была переведена на общероссийский стандарт ширины колеи.
С апреля 2023 года действует городская электричка, идёт с станции Христофоровка до станции Новоалександровка, так же идёт электричка до села Дальнее.
Воздушный

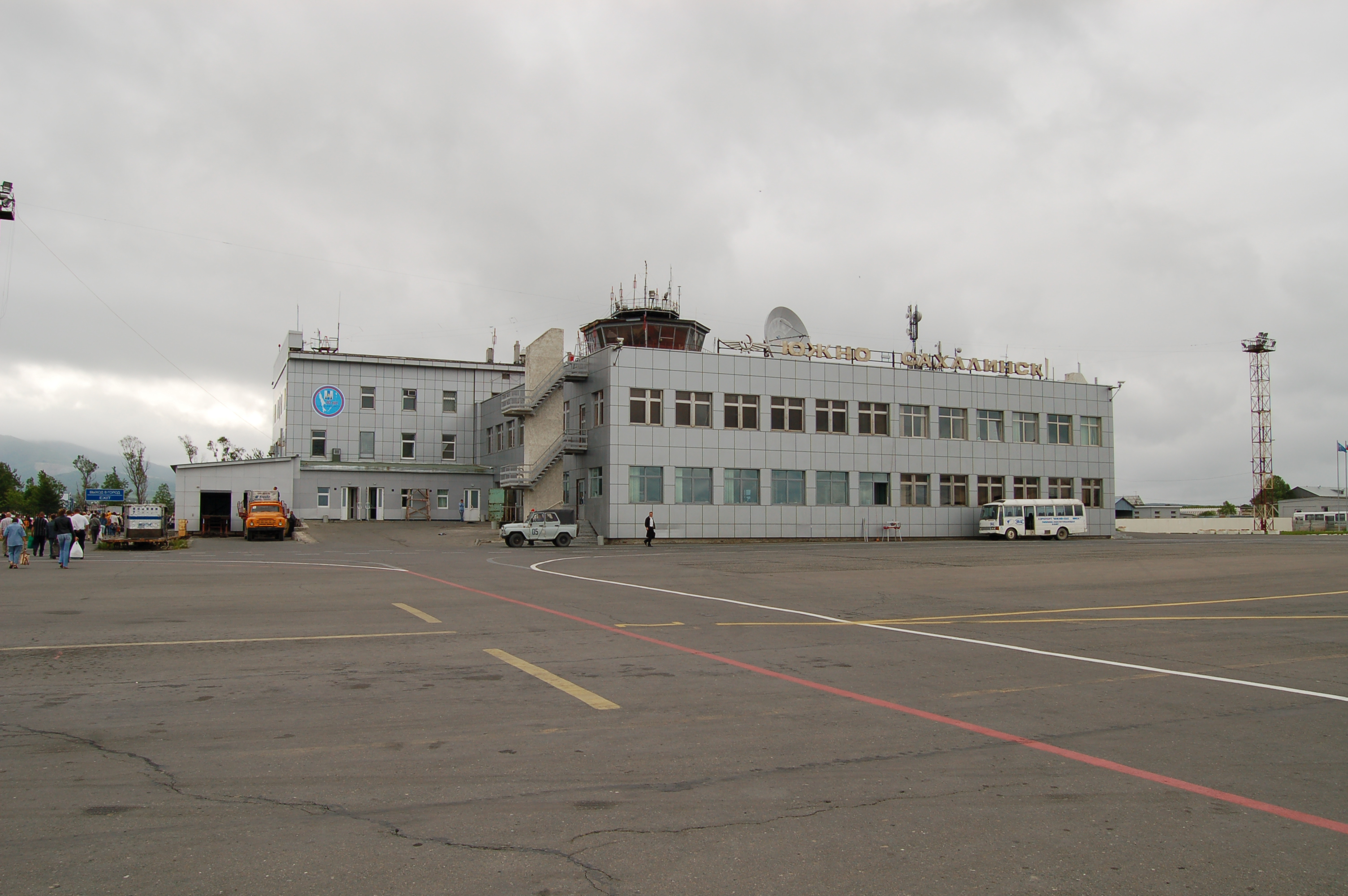
Аэровокзал

С городами России Южно-Сахалинск связан воздушным сообщением. Аэропорт Южно-Сахалинск, обслуживающий область, является международным аэропортом, так как он связан рейсами не только со всей Россией, но и с городами азиатско-тихоокеанского региона. Рейсы выполняются в Москву, Новосибирск, Владивосток, Хабаровск, Благовещенск, Петропавловск-Камчатский и Комсомольск-на-Амуре. В зарубежные города: Токио, Сеул, Саппоро, Пекин, Шанхай, Харбин, Пхукет. Авиарейсы по области осуществляются в Южно-Курильск (остров Кунашир), Курильск (остров Итуруп, Аэропорт Итуруп), Оху, Шахтёрск, Ноглики, Александровск-Сахалинский
Вертолётное сообщение связывает Южно-Сахалинск с Итурупом, Кунаширом и Шикотаном.
В 2023 году закончили строительство аэровокзального комплекса Южно-Сахалинск. Открытие аэровокзала состоялось 7 августа 2023 года. На момент сентября 2023 года является крупнейшим аэровокзалом на Дальнем Востоке в Российской Федерации. Площадь нового аэровокзала составляет более 47 тыс. м²., а пропускная способность составит до 5 млн человек в год.
Также ведётся строительство новой взлётно-посадочной полосы, длина которой составит 3 400 метров, а ширина 60 метров, что значительно больше старой, выработавшей свой ресурс. Сдача проекта запланирована на 2024 год.
Общественный автомобильный транспорт
Через город проходят автомобильные дороги А-391 (идёт на юг до Корсакова) и А-392 (идёт на запад до Холмска).

## Средства массовой информации

### Газеты
- «Губернские ведомости» (официальное печатное издание правительства Сахалинской области и Сахалинской областной Думы, выходит с 21 декабря 1991 года)
- «Советский Сахалин» (в советское время являлась печатным изданием областной власти, выходила в Александровске-Сахалинском с 1 мая 1925 года; с 13 мая 1947 года в связи с переносом областного центра издаётся в Южно-Сахалинске — вместо газеты «Красное знамя», выходившей менее года)
- «Сэ корё синмун» (на корейском языке). Первоначально, 1 июня 1949 года. издавалась в Хабаровске под названием «Чосон нодонджа» (조선로동자, «Корейский рабочий»). Затем редакция переехала в Южно-Сахалинск и с 1961 года по 1991 год называлась «Лениный килло» (레닌의길로, «По ленинскому пути»).
- «Рыбак Сахалина» (с 1 января 1983 до 2021 года)
- «Свободный Сахалин» (с 11 ноября 1990 до осени 2011 года)
- «ТелеМир» (с 4 декабря 1997 года)
- «Южно-Сахалинск сегодня» (с 11 марта 2004 года; ранее с июня 1997 года издавалась под названием «Южно-Сахалинск»)
- «Молодая гвардия» (с 1947 по 2014 год)

Региональные версии центральных газет:
- «Комсомольская правда на Сахалине»
- «МК на Сахалине»
- «Аргументы и Факты. Сахалин-Курилы»

### Журналы
- «Особое Мнение»
- «Деловой Южно-Сахалинск» (с 2007 года)
- «События Сахалина»
- «На улицах города» (автомобильный журнал, издаётся с 2010 года)

### Информационные агентства
- «PrimaMedia»
- «АСТВ»
- Городской информационный справочник в Южно-Сахалинске «2ГИС»
- «Новости Сахалина и Курил»
- Региональное информационное агентство «Сахалин-Курилы»
- Сах.ком — медиа прекратило существование в декабре 2022 года[90]
- ТИА «Острова»

### Радио и телевидение
В Южно-Сахалинске вещает около двух десятков российских радиостанций FM диапазона, есть приём нескольких японских (УКВ и СВ), телевидение представлено основными федеральными каналами.
С 1960 года вещает собственная Южно-Сахалинская студия телевидения (ныне — ГТРК «Сахалин», являющаяся филиалом ВГТРК).
С 1 марта 1993 года вышла в эфир телерадиокомпания «Европа Плюс Сахалин».

## Культура и искусство

### Музеи и выставочные залы

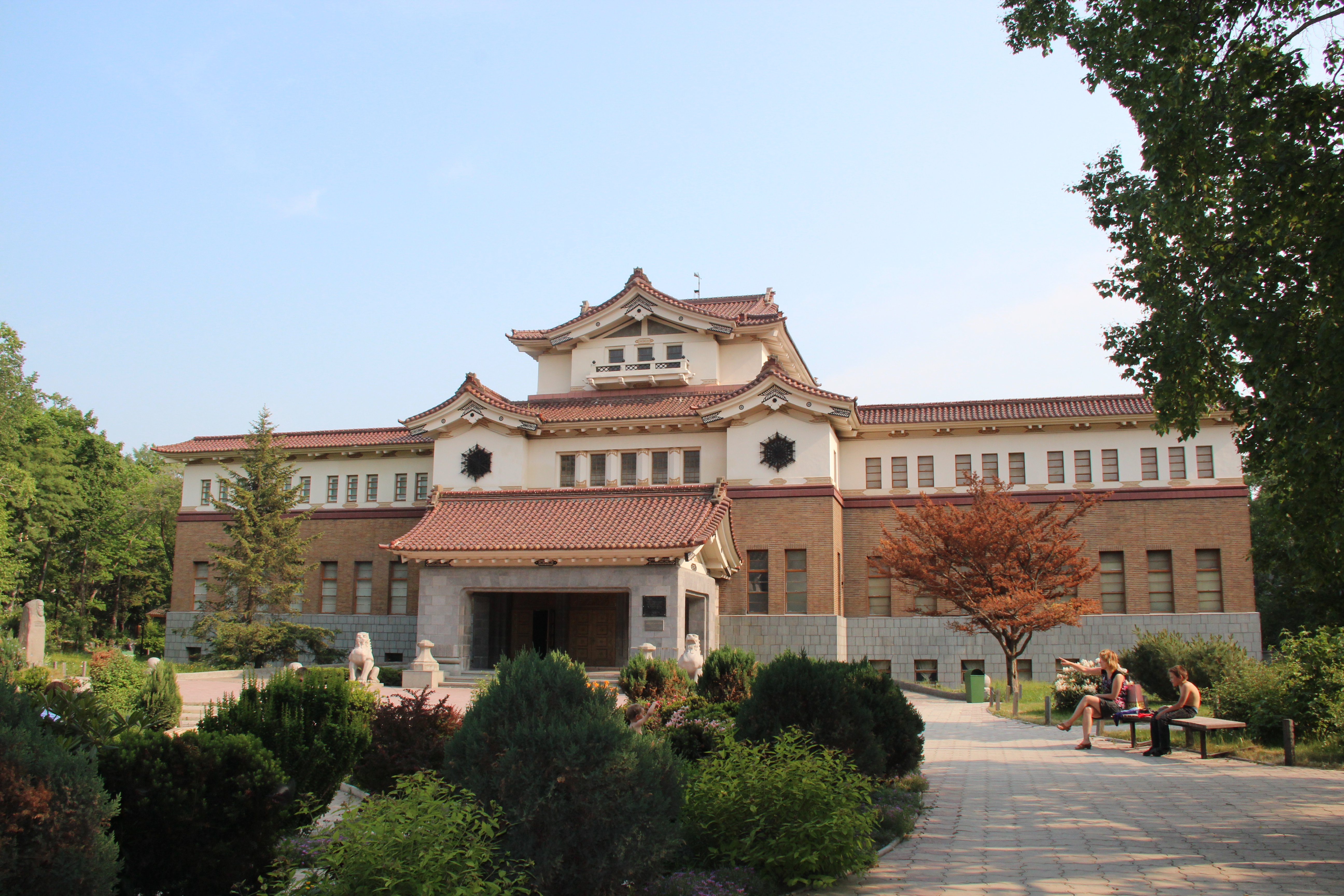
Краеведческий музей

- Сахалинский государственный областной краеведческий музей — одно из сохранившихся японских зданий, построенное по проекту японского архитектора Ёсиро Каизуки в 1937 году. Является символом не только города, но и всего региона.
- Сахалинский областной художественный музей
- Южно-Сахалинский городской Литературно-художественный музей книги А. П. Чехова «Остров Сахалин»
- Музей железнодорожной техники (расположен у вокзала в Южно-Сахалинске), с экспонатами, не имеющими аналогов в других музеях. В экспозиции имеются: двухосные японские платформы, японский же снегоочиститель «Вадзима», двадцатипятитонная цистерна постройки 1954 года, шнекороторный снегоочиститель на базе секции тепловоза ТГ16, японский паровоз серии D-51 1948 года постройки.
- Выставочный зал Союза художников России
- Геологический музей (здание на Коммунистическом проспекте, 70), основан в 1964 году[94].
- Археологический музей СахГУ
- Музей Медведя
- Музей имени А. П. Чехова
- Музейно-мемориальный комплекс «Победа»[95].
- Музей боевой славы (здание областного Центра технических видов спорта(ЦТВС)), открыт сахалинскими поисковиками в апреле 2018 года[96].

### Театры, оркестры, ансамбли
- Сахалинский международный театральный центр имени А. П. Чехова
- Сахалинский областной театр кукол
- Южно-Сахалинский камерный оркестр
- Ансамбль «Русский Терем»

### Дома культуры
- ДК «Родина»
- ДК «Железнодорожников»
- ДК «Радуга»
- Корейский культурный центр
- Сахалинский областной центр народного творчества

### Библиотеки
- Центральная городская библиотека имени О. П. Кузнецова. Открыта 1 апреля 1953 года[97].
- Областная Библиотека Для Слепых

### Кинотеатры и концертные залы
- «Октябрь»
- «Кристи Cinema»
- Концертный зал «Сити Холл»
- Конгресс-холл «Столица»

В 1990-х годах в Южно-Сахалинске проходили съёмки художественных фильмов «Заряженные смертью», «Отряд «Д»», «Твоя воля, Господи!» и телесериала «Транзит для дьявола».

### Фестивали

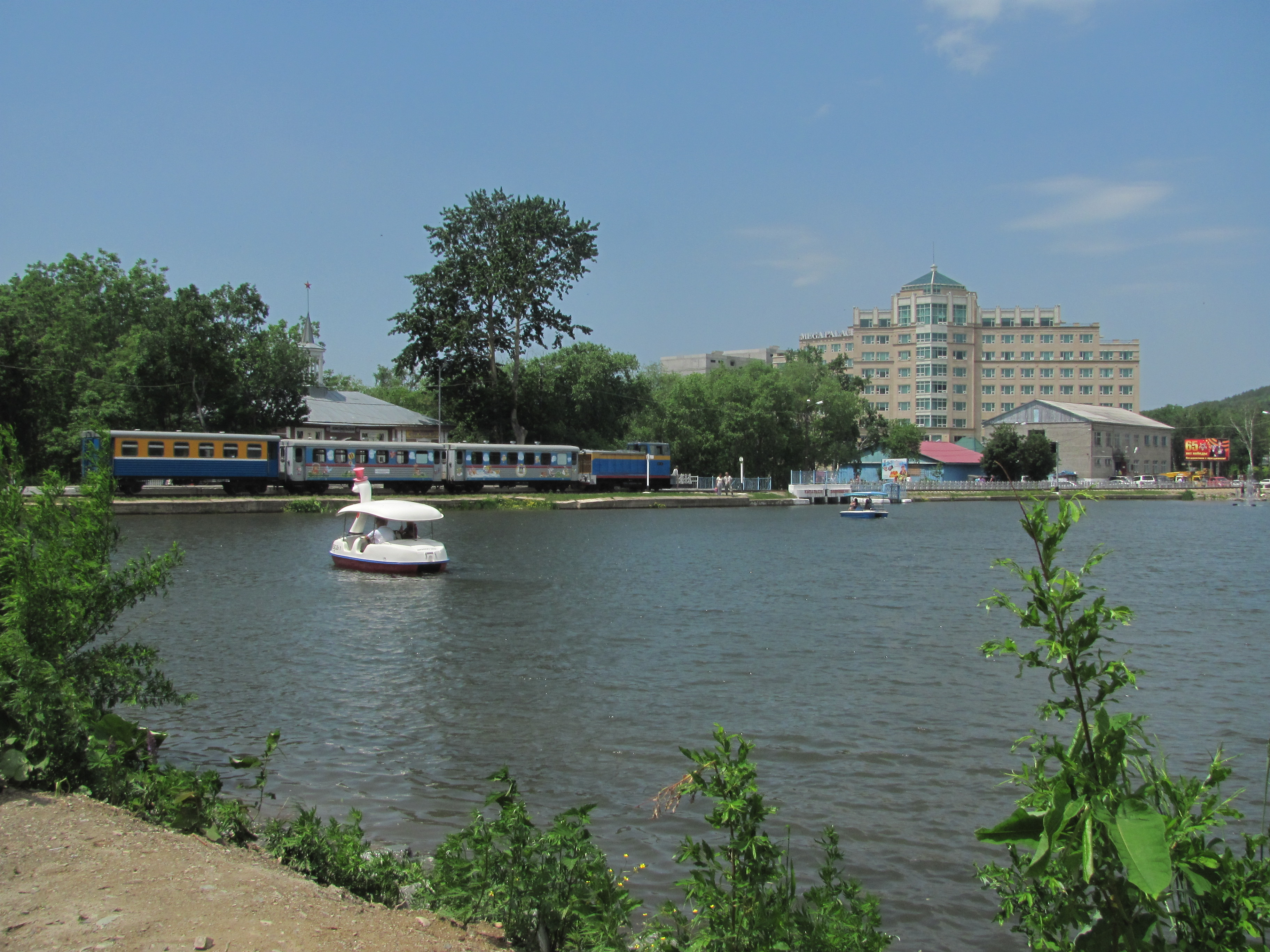
Городской парк культуры и отдыха имени Ю. А. Гагарина

С 2011 года в Южно-Сахалинске проводится международный кинофестиваль «Край света», который в 2019 году стал называться «Край света. Восток». Приставка в названии появилась после проведения весной 2019 года первого фестиваля в Калининграде с названием «Край света. Запад». В дни проведения фестиваля с участием известных российских и зарубежных деятелей киноиндустрии жители и гости города имеют возможность познакомиться с художественными, документальными и анимационными кинокартинами, созданными кинематографистами из разных стран мира.
На территории города расположен один из крупнейших на Дальнем Востоке России зоопарков, имеется городской парк культуры и отдыха имени Ю. А. Гагарина.

## Образование

### Высшее профессиональное образование
- Сахалинский государственный университет (СахГУ)
- Сахалинский гуманитарно-технологический институт (СахГТИ)
- Южно-Сахалинский институт (филиал) Российского экономического университета имени Г. В. Плеханова (закрыт)
- Филиал Дальневосточного государственного университета путей сообщения (СахИЖТ)
- Филиал Современной Гуманитарной Академии (СГА)
- Филиал Хабаровской государственной академии экономики и права (ХГАЭП)
- Филиал Тихоокеанского государственного университета (ТОГУ)

### Среднее профессиональное образование
- Сахалинский промышленно-экономический техникум (СПЭТ)
- Медицинский колледж
- Педагогический колледж (ЮСПК СахГУ)
- Профессиональные училища (техникумы) № 13, № 15, № 18, № 19
- Профессиональные лицеи № 2, № 5, № 6, № 7
- Политехнический колледж
- Сахалинский колледж искусств
- Сахалинский морской колледж
- Сахалинский строительный техникум (бывшее ПУ № 17)
- Сахалинский техникум механизации сельского хозяйства

### Иностранные образовательные учреждения
В систему начального и среднего образования входит Сахалинская Международная Школа (СМШ)

### Дополнительное образование
В городе огромное количество организаций, предоставляющих услуги дополнительного образования для детей. Большинство из них расположены в специальных центрах, таких как: Дворец детского (юношеского) творчества (ДД(Ю)Т), Областной центр внешкольной воспитательной работы (ОЦВВР), Центр детско-юношеского туризма (ЦДЮТ) и др.

### Профессиональная переподготовка / Повышение квалификации
Кроме того, в городе представлено более 20 организаций повышения квалификации и профессиональной переподготовки.

## Спорт

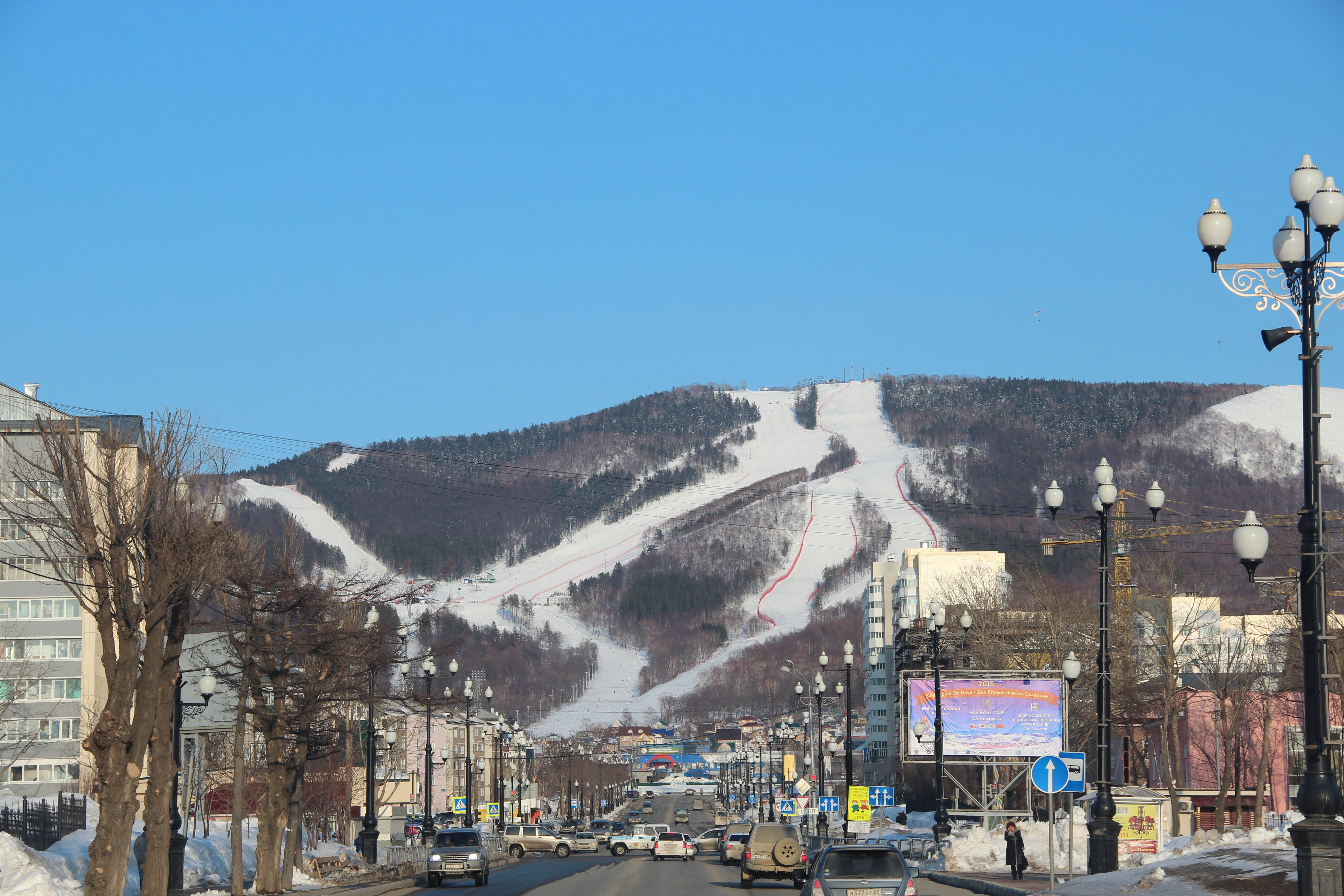
Горнолыжный комплекс «Горный воздух»

- ФК «Автомобилист» (существовал в 1993—1995 годах).
- ФК «Сахалин» (основан в 2004 году).
- ХК «Сахалин» — с 2014 года выступает в Азиатской хоккейной лиге.
- ВК «Элвари Сахалин» выступает в сезоне 2011/2012 в чемпионате России в высшей лиге Б (в зоне Восток)[99]
- Кубок СЛХЛ:
  - Сезон 2005/2006 — хоккейный клуб «Звезда»
  - Сезон 2006/2007 — ХК «Звезда»
  - Сезон 2007/2008 — ХК «Морские Львы»
  - Сезон 2008/2009 не проводился
  - Сезон 2009/2010 — ХК «Морские Львы»
- ХК «Сахалинские акулы» — с 2014 года выступает в чемпионате МХЛ России (в конференции Запад). Игры проводит в ледовом комплексе «Арена Сити»
- Городской плавательный бассейн
- Биатлонный комплекс имени В. П. Комышева «Триумф»
- Государственное автономное учреждение «Спортивная школа Олимпийского резерва зимних видов спорта» (ГАУ СШОР ЗВС)
- Клуб «Спарта»
- Ледовый комплекс «Арена Сити»
- Специализированные залы для занятий по борьбе, тяжёлой атлетике, боксу, тхэквондо и каратэ
- Стадион «Спартак»
- Горнолыжный комплекс «Горный воздух»
- Канатная дорога
- Дворец спорта «Кристалл» (открыт в 2013 году)
- Стрелковый тир
- Стадион «Динамо»
- Клуб «WorldClass»
- ВСК «Десантник»

## Памятники
- бюст В. М. Головнина
- бюст П. А. Леонова
- героям фильма «Белое солнце пустыни» — Верещагину и Петрухе (2019)[100]
- знак в честь 300-летия открытия Курильских островов
- знак в честь основания селения Владимировка
- знак, посвящённый сахалинским милиционерам, погибшим в Чечне
- мемориал в честь освобождения Южного Сахалина и Курильских островов
- мемориал в честь сахалинских солдат, погибших в Афганистане и Чечне
- аллея воинских захоронений, для погибших в ходе русско-украинской войны
- мемориал памяти жертв землетрясения в Нефтегорске 28 мая 1995 года
- мемориал памяти погибших в результате авиационной катастрофы вертолёта МИ-8 20 августа 2003 года
- мемориал советским воинам, павших в боях за освобождение Южного Сахалина и Курильских островов в 1945 году
- русская 11-дюймовая пушка образца 1867 года
- скульптурная группа, посвящённая сахалинским пограничникам
- танк Т-34-85 — в честь победы в Великой Отечественной войне

а также
- А. М. Василевскому
- Ю. А. Гагарину
- И. Ф. Крузенштерну
- В. И. Ленину
- Г. И. Невельскому
- Андрею Первозванному
- А. С. Пушкину
- А. П. Чехову

## Религия
Религиозные постройки
В многонациональном Южно-Сахалинске представлены практически все мировые религии, большое количество национальных и синкретических конфессий. Наибольшее распространение имеют христианские конфессии, в особенности православие и протестантизм.

### Синтоизм
- Храм Карафуто[101][102][103][104][105]
- Храм Нисикубо[106]

### Русская православная церковь
- Христорождественский кафедральный собор
- Воскресенский собор
- Храм святителя Иннокентия Московского[107]
- Храм Святителя Николая Чудотворца[108]

### Римско-католическая церковь
- Приход Святого Иакова[109]

### Протестантизм
- Церковь евангельских христиан-баптистов «Возрождение»[110]

### Ислам
- Молельный дом[111]

## Уроженцы
- Александр Годунов (1949—1995) — советский и американский артист балета и киноактёр. Заслуженный артист РСФСР (1976).
- Анатолий Анисимов (род. 1948) — кибернетик, доктор физико-математических наук, профессор, академик Академии наук высшей школы Украины.
- Равиль Ахметов (род. 1948) — инженер-ракетостроитель, начальник ЦСКБ.
- Андрей Бажин (род. 1959) — актёр театра и кино, театральный режиссёр.
- Акио Канаи[англ.] (род. 1942) — председатель и президент компании FUJIMEGANE CO., LTD[яп.], первый японец лауреат премии Нансена за 2006 год. В 2009 году награждён медалью Почёта с зелёной лентой. Один из двух лауреатов премии Сибусава Эиити[яп.] за 2012 год.
- Тосио Канэко[яп.] (1929—2006) — репортёр газеты. После выхода на пенсию опубликовал в 1972 году в издательстве Коданся книгу «Лето 1945 года на Карафуто. Записки о конце второй мировой войны на Карафуто», по мотивам которой был снят фильм 1974 года «Лето 1945 года на Карафуто. Врата из льда и снега[англ.]».
- Михаил Литвин (род. 1999) — видеоблогер и стример.
- Масахидэ Никоси[яп.] (род. 1936) — бизнесмен. Владелец мемориальной художественной галереи HOKUBU[яп.] в Саппоро.
- Рю Ота (1930—2009) — политический активист, новый левый экстремист, писатель и эколог.
- Наталья Печёнкина-Чистякова (в девичестве — Бурда; род. 1946) — советская легкоатлетка.
- Марьяна Рожкова (род. 1999) — видеоблогер и певица.
- Масами Фукусима[англ.] (1929—1976) — редактор, писатель-фантаст, критик и переводчик. Как создатель и первый главный редактор первого успешного научно-фантастического фэнзин журнала в Японии S-F Magazine[англ.], он помог популяризировать научную фантастику в Японии и стал известен как «Демон SF».
- Сэцуо Фукутоми[яп.] (1919—2017) — математик, профессор Токийского аграрно-технического университета[англ.], общественный деятель и антивоенный активист.
- ЭММА М (род. 1992) — российская певица, автор песен.
- Елена Майорова (1958—1997) — советская и российская актриса театра и кино.
- Юлия Лежнева (род. 5 декабря 1989) — российская оперная певица (сопрано).

## Международные отношения

### Города-побратимы
Япония
- Асахикава, с 1967 года
- Хакодатэ, с 1997 года
- Вакканай, с 2002 года

Южная Корея
- Ансан, с 2003 года

Китай
- Яньцзи, с 1991 года

Республика Беларусь
- Гродно, с 2022 года

Россия/Украина
- /[113] Ялта, с 2014 года

### Иностранные консульства
В Южно-Сахалинске расположены консульства следующих государств:
- Нидерланды
- Республика Корея[114]
- Япония[115]
- Кыргызская Республика